# Kensal (Dakota Północna)
Kensal – miasto w Stanach Zjednoczonych, w stanie Dakota Północna, w hrabstwie Stutsman.